# Великий Біліб
Великий Білі́б (рос. Большой Билиб) — присілок у складі Шарканського району Удмуртії, Росія.

## Населення
Населення — 55 осіб (2010; 74 у 2002).
Національний склад станом на 2002:
- удмурти — 91 %

## Урбаноніми[3]
- вулиці — Верхня, Степанова, Центральна